# Hyrde
En hyrde har til opgave at vogte (passe) løsgående dyr. De benævnes efter dyrenes art: fx fårehyrder.
I jødisk-kristen sammenhæng  kaldes Gud hyrde. Inden for kristendommen kaldes præsten hyrde (hyrde hedder pastor på latin).
| Job | Spire Denne artikel om et job eller en stillingsbetegnelse er en spire som bør udbygges. Du er velkommen til at hjælpe Wikipedia ved at udvide den. |

| Religion | Spire Denne religionsartikel er en spire som bør udbygges. Du er velkommen til at hjælpe Wikipedia ved at udvide den. |